# 193 (число)
193 (Сто дев'яно́сто три) — натуральне число між  192 та  194.
- 193 день в році — 12 липня (у високосний рік 11 липня).

## У математиці
- 44-те просте число
- щасливе число

## В інших галузях
- 193 рік, 193 до н. е.
- NGC 193 — галактика в сузір'ї  Риби.
- В Юнікоді 00C116 — код для символу «Á» (Latin Capital Letter A With Acute).